# Houston Rockets 1981-1982
La stagione 1981-82 degli Houston Rockets fu la 15ª nella NBA per la franchigia.
Gli Houston Rockets arrivarono secondi nella Midwest Division della Western Conference con un record di 46-36. Nei play-off persero al primo turno con i Seattle SuperSonics (2-1).

## Roster
| N° | Naz.                   | Ruolo | Sportivo        | Anno | Alt. | Peso |
| -- | ---------------------- | ----- | --------------- | ---- | ---- | ---- |
| 00 | Stati Uniti (bandiera) | A     | Calvin Garrett  | 1956 | 201  | 86   |
| 5  | Stati Uniti (bandiera) | AC    | Billy Paultz    | 1948 | 211  | 107  |
| 6  | Stati Uniti (bandiera) | G     | Tom Henderson   | 1952 | 191  | 86   |
| 10 | Stati Uniti (bandiera) | G     | Mike Dunleavy   | 1954 | 191  | 82   |
| 11 | Stati Uniti (bandiera) | A     | Major Jones     | 1953 | 206  | 102  |
| 23 | Stati Uniti (bandiera) | G     | Calvin Murphy   | 1948 | 175  | 75   |
| 24 | Stati Uniti (bandiera) | C     | Moses Malone    | 1955 | 208  | 98   |
| 30 | Stati Uniti (bandiera) | G     | Allen Leavell   | 1957 | 185  | 77   |
| 32 | Stati Uniti (bandiera) | AC    | Bill Willoughby | 1957 | 203  | 93   |
| 35 | Stati Uniti (bandiera) | A     | Larry Spriggs   | 1959 | 201  | 104  |
| 44 | Stati Uniti (bandiera) | AC    | Elvin Hayes     | 1945 | 206  | 107  |
| 50 | Stati Uniti (bandiera) | GA    | Robert Reid     | 1955 | 203  | 93   |
| 51 | Stati Uniti (bandiera) | C     | Jawann Oldham   | 1957 | 213  | 98   |

## Staff tecnico
- Allenatore: Del Harris
- Vice-allenatore: Carroll Dawson